# Gionee

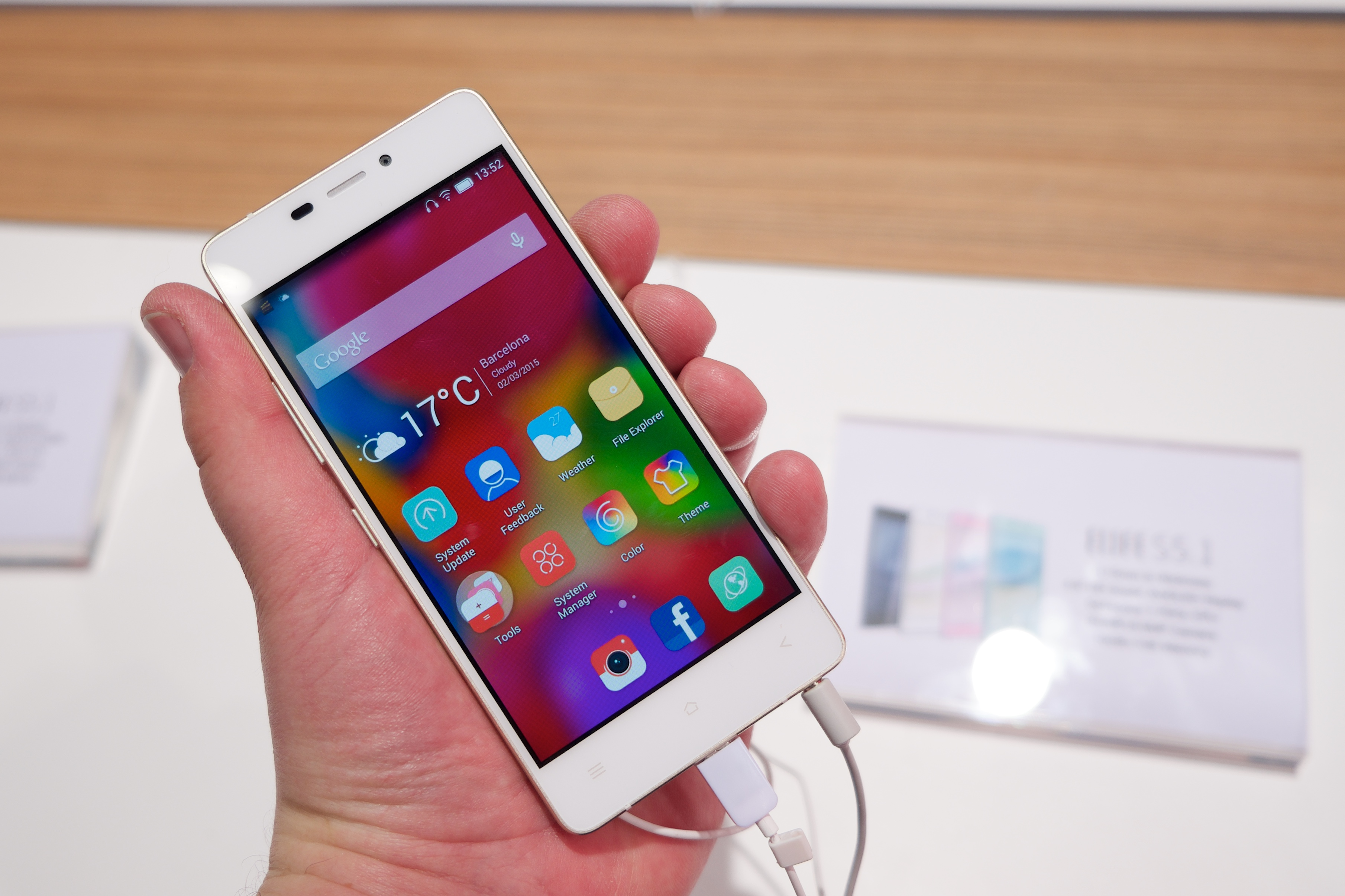
Gionee Elife S5.1 at Mobile World Congress 2015 Barcelona

GiONEE (Gionee Communication Equipment Co. Ltd.) là hãng sản xuất điện thoại thông minh của Trung Quốc, có trụ sở đặt tại Thâm Quyến, Quảng Đông. Thành lập vào năm 2002, Gionee là một trong những nhà sản xuất điện thoại di động lớn nhất của Trung Quốc. Theo Gartner, thị phần của hãng này tại Trung Quốc chiếm 4.7% vào năm 2012, và đã mở rộng thị trường sang những nơi khác như Đài Loan, Ấn Độ, Bangladesh, Nigeria, Việt Nam, Myanmar, Nepal, Thái Lan, Philippines và Algérie.